# Hekou Shuiku
Hekou Shuiku (kinesiska: 河口水库) är en reservoar i Kina. Den ligger i provinsen Sichuan, i den sydvästra delen av landet, omkring 54 kilometer nordost om provinshuvudstaden Chengdu. Hekou Shuiku ligger 484 meter över havet. Arean är 0,49 kvadratkilometer. Trakten runt Hekou Shuiku består till största delen av jordbruksmark. Den sträcker sig 1,5 kilometer i nord-sydlig riktning, och 1,7 kilometer i öst-västlig riktning.
Genomsnittlig årsnederbörd är 1 192 millimeter. Den regnigaste månaden är juli, med i genomsnitt 319 mm nederbörd, och den torraste är december, med 6 mm nederbörd.